# Marmorhaus

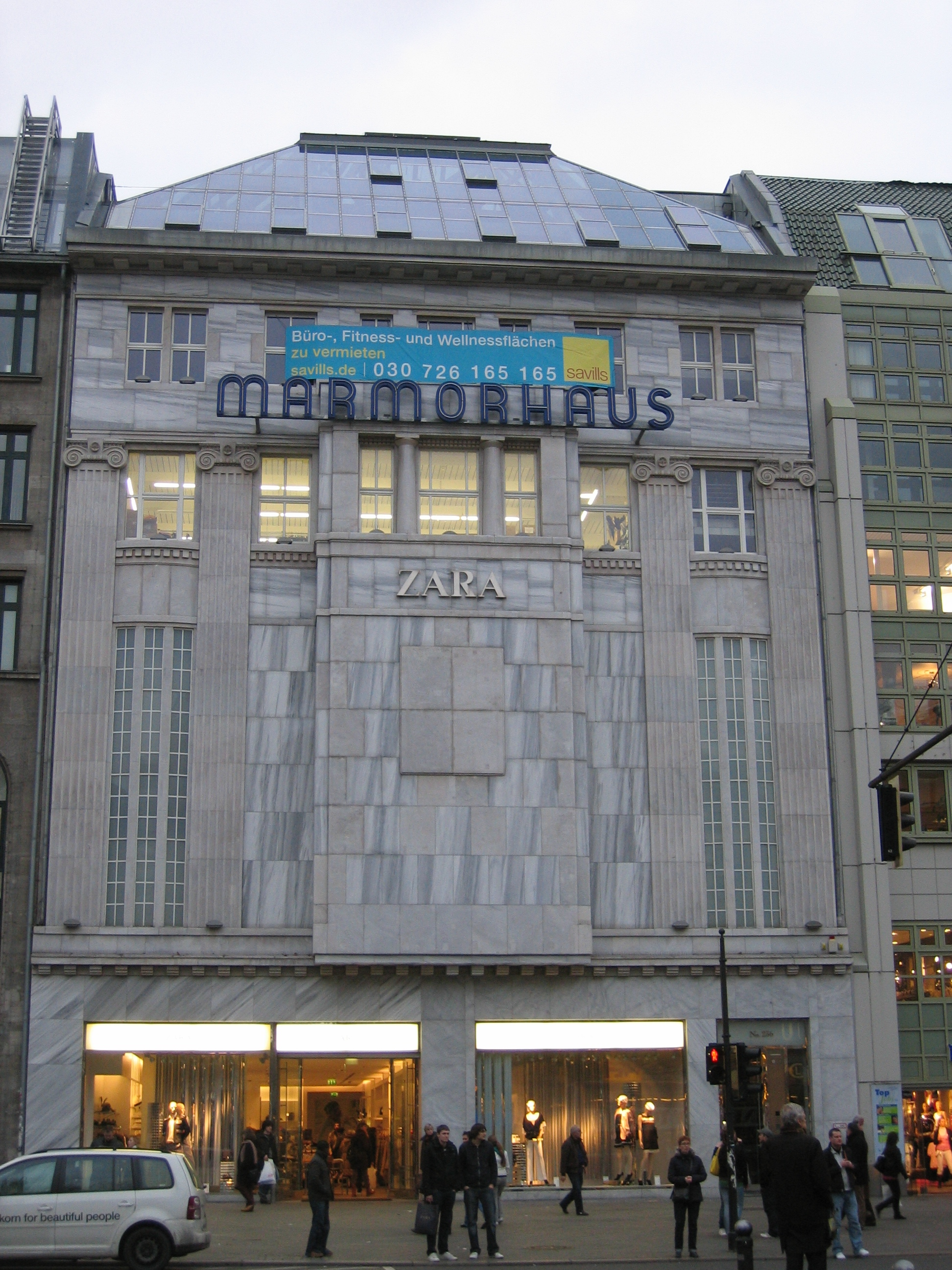
Marmorhaus

Das Marmorhaus in Berlin befindet sich im Ortsteil Charlottenburg am Kurfürstendamm 236 gegenüber der Kaiser-Wilhelm-Gedächtniskirche. Es wurde 1912/1913 nach Entwürfen des Architekten Hugo Pál als Kino errichtet. Namensgebend war eine edle Fassade aus Marmor, die sich in voller Höhe über fünf Geschosse hochzog. Die expressionistischen Wand- und Deckenmalereien im Foyer und im Zuschauerraum gestaltete der Maler César Klein. Er entwarf auch die farbige Glasdecke im Foyer, ausgeführt von der Firma Puhl & Wagner in Berlin-Neukölln.
Das Haus wurde mit der Premiere des Films Das goldene Bett von Walter Schmidthässler am 9. Mai 1913 eröffnet.
Nach dem Umbau durch die UFA im Jahr 1975 wurden zusätzlich zum großen Saal mit Balkon vier Schachtelkinos eingebaut. In den 1980er Jahren erwarb sich das Haus einen legendären Ruf durch die regelmäßig stattfindenden „Langen Filmnächte“ mit zwölf Filmen in vier Kinos zu einem Preis.
Das Kino wurde 1997 einer dringend notwendigen Komplett-Renovierung unterzogen. Diese konnte jedoch den Zuschauerschwund, der seit der Eröffnung von immer mehr Multiplex-Kinos alle traditionellen Ku’damm-Kinos betraf, nicht stoppen. So erschien es dem Hausherrn, dem UFA-Chef Volker Riech, nur drei Jahre nach der Renovierung attraktiver, die begehrte Kurfürstendamm-Immobilie zu verkaufen, als das Kino weiter zu betreiben. Mit dem Marmorhaus schloss 2001 das älteste Kino am Kurfürstendamm.
Die Immobilie wurde im Juli 2010 für über 40 Millionen Euro an die Aachener Grundvermögen Kapitalanlagegesellschaft verkauft. Bis dahin befand sich das Marmorhaus im Eigentum einer irischen Investmentgesellschaft. Für 17 Jahre nutzte eine Filiale der spanischen Modekette Zara das Gebäude, die im März 2019 auszog. Seit Juni 2020 befindet sich ein Geschäft der japanischen Lifestylekette Muji darin.